# Akitaro Daichi
Akitaro Daichi (大地 丙太郎, Daichi Akitarō; Gunma, 13 de janeiro de 1956) é um diretor, produtor e diretor de fotografia da indústria de animes.

## Biografia
Akitaro é graduado na Universidade Politécnica de Tóquio e seu primeiro trabalho foi na Tokyo Animation Film como diretor fotográfico do filme Doraemon.
Após 5 anos, Akitaro mudou de emprego e passou a trabalhar em uma produtora de vídeos que, entre outros serviços, fazia video clipes para karaoke. Atualmente atua na direção e produção de animações.

## Filmografia
- Akazukin Chacha (1994)
- Nurse Angel Ririka SOS (1995)
- Elf Princess Rane (1995)
- Magic School Lunar: Secret of the Blue Dragon (1996)
- Kodomo no Omocha (Kodocha: Sana's Stage) (1996–1998)
- Ojarumaru (1998)
- Sexy Commando Gaiden: Sugoiyo! Masaru-san (1998)
- Jubei-chan (1999)
- Ima, Soko Ni Iru Boku (1999)
- Tsukikage Ran (2000)
- Fruits Basket (2001)
- Animation Runner Kuromi (2001)
- ATASHIn'CHI (2002)
- Animation Runner Kuromi 2 (2004)
- Makasete Iruka! (Grrl Power!) (2004)
- Jubei-chan 2 (2004)
- Legendz (2004)
- Gyagu Manga Biyori (2005)
- Bokura ga Ita (2006)
- Poyopoyo Kansatsu Nikki (2012)
- Kamisama Hajimemashita (2012)
- DD Hokuto No Ken (2013)[1]